# Salma Zaitoun
Salma Saber Mohamed Abdou Zaitoun (en arabe : سلمى صابر محمد عبده زيتون), née le 31 mars 1997, est une nageuse égyptienne. 

## Carrière
Salma Zaitoun dispute les Jeux africains de la jeunesse de 2014 à Gaborone, obtenant une médaille d'or sur 50 mètres nage libre et deux médailles d'argent sur les relais 4 x 100 mètres nage libre mixte et 4 x 50 mètres quatre nages mixte.
Elle obtient la médaille d'argent des relais 4 x 100 mètres nage libre et 4 x 200 mètres nage libre aux Jeux africains de 2015 à Brazzaville.